# Rybożer białobrzuchy
Rybożer białobrzuchy, bielik białobrzuchy (Icthyophaga leucogaster) – gatunek ptaka z rodziny jastrzębiowatych (Accipitridae). Duży ptak drapieżny występujący w orientalnej Azji, Australii i Oceanii. Nie jest zagrożony wyginięciem.

## Występowanie
Zasięg występowania rybożera białobrzuchego obejmuje Indie i Sri Lankę na wschód przez Azję Południowo-Wschodnią, Andamany, południowe Chiny, Archipelag Sundajski, Filipiny, Wallaceę, Nową Gwineę i Archipelag Bismarcka do Australii i Tasmanii.

## Systematyka

### Taksonomia
Rybożer białobrzuchy został po raz pierwszy zgodnie z zasadami nazewnictwa binominalnego opisany w 1788 przez niemieckiego przyrodnika Johanna Friedricha Gmelina, który bazował na tekście „White-bellied Eagle” Johna Lathama. Gmelin nadał ptakowi nazwę Falco leucogaster. Nie wskazał miejsca typowego, Ernst Hartert w 1902 roku wskazał je jako Jawę. John Latham poczynił notatki na temat zwierzęcia w 1781, na podstawie okazu pozyskanego w lutym 1780 na wyspie Panaitan koło najbardziej wysuniętego na zachód przylądka Jawy podczas ostatniej wyprawy kapitana Cooka. Jego najbliższym krewnym jest słabo poznany rybożer melanezyjski z Wysp Solomona. Razem tworzą supergatunek i podobnie jak w przypadku innych supergatunków rybożerów, jeden (rybożer białobrzuchy) ma białą głowę, w przeciwieństwie do ciemnej głowy drugiego gatunku. Dziób i oczy są ciemne, a szpony ciemnożółte, jak u wszystkich bielików półkuli południowej. Oba gatunki mają przynajmniej nieco ciemniejsze ubarwienie na ogonach, choć nie zawsze może być to wyraźnie widoczne u rybożera białobrzuchego.
Przeniesiony z rodzaju Haliaeetus do Icthyophaga, gdzie wraz z rybożerem melanezyjskim (I. sanfordi), rybożerem afrykańskim (I. vocifer) i rybożerem madagaskarskim (I. vociferoides) tworzą grupę siostrzaną. Takson monotypowy, nie wyróżniono podgatunków.

### Etymologia
Nazwa rodzajowa pochodzi od greckiego słowa ιχθυοφαγος ikhthuophagos „jedzący ryby” (ιχθυς ikhthus, ιχθυος ikhthuos „ryba”; -φαγος -phagos „jedzący”, od φαγειν phagein „jeść”). Epitet gatunkowy pochodzi z greki i oznacza „białobrzuchy” (λευκος leukos „biały” oraz γαστηρ gastēr, γαστρος gastros „brzuch”).

## Morfologia

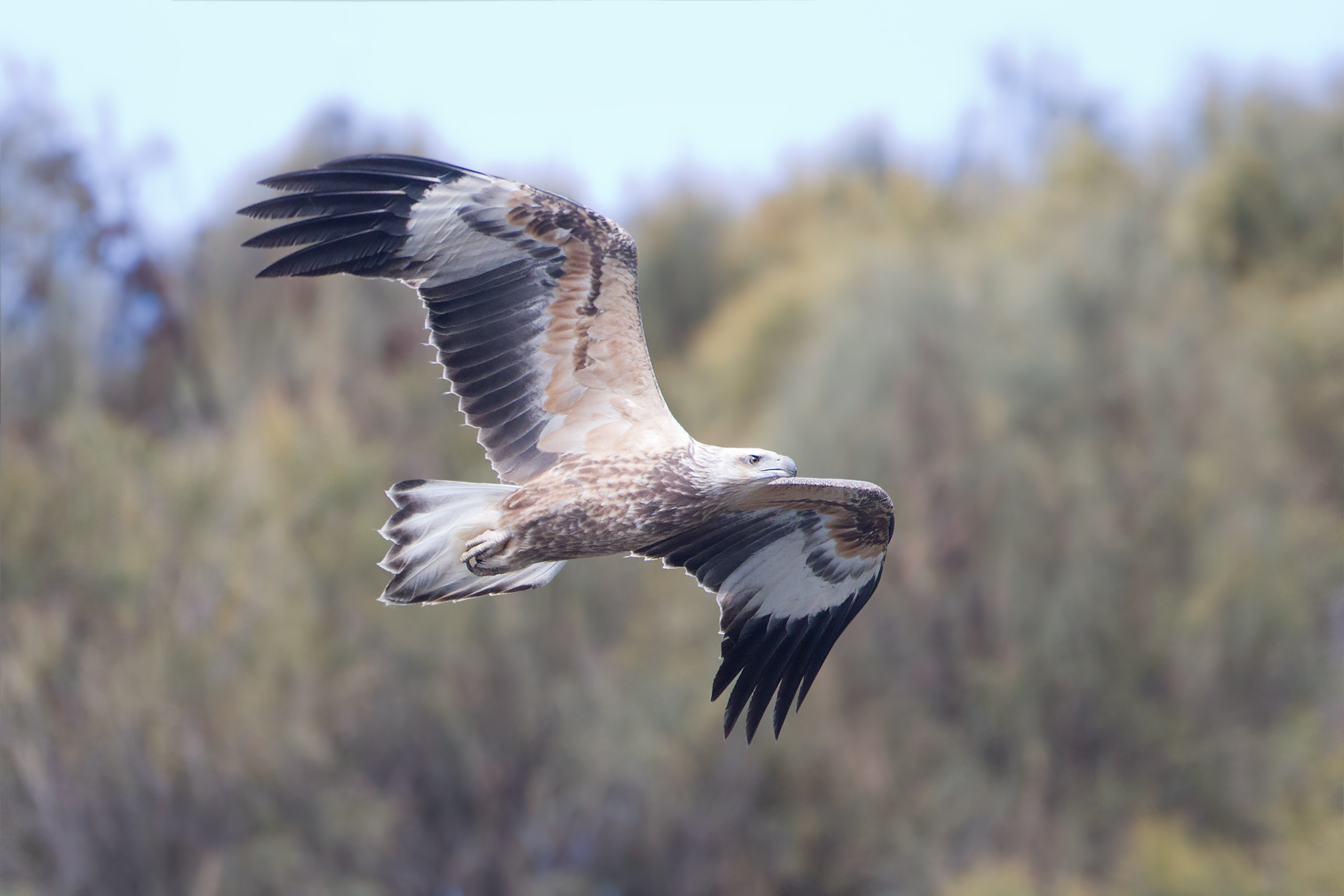
Osobnik młodociany

Długość ciała 75–85 cm, rozpiętość skrzydeł 178–218 cm, masa ciała samców 1800–2900 g, samic 2500–3900 g, długość skoku 25–28 cm. Samice są zawsze większe od samców, do 20% w wielkości i do 120% w masie ciała. U dorosłego ptaka głowa, szyja i spód ciała koloru białego zaś górne części ciała koloru ciemnoszarego. Głowa stosunkowo mała z głęboko osadzonym dziobem, szyja długa, krótki ogon w kształcie klina, skrzydła długie, kremowe kończyny raczej krótkie. Woskówka szara. Osobniki młodociane są brązowo nakrapiane z białym ogonem, co odróżnia ją od ciemno-ogonowych dorosłych i młodych bielików melanezyjskich. Dojrzałość płciową uzyskują w trzecim roku życia.

### Głos
Wokalizuje głównie w okresie przed niesieniem, szczególnie wczesnym rankiem i wieczorem, ale usłyszeć go można przez cały rok, a nawet w nocy. Odzywa się głównie trąbiącym głosem podobnym do gęsi czy kaczek lub nosowym wołaniem, który podczas powietrznych akrobacji może stać się wyższy i szybszy, a czasem tworzą nieregularny duet. W stanie zagrożenia wydaje z siebie skrzeczące odgłosy.

## Ekologia

### Siedlisko i pokarm

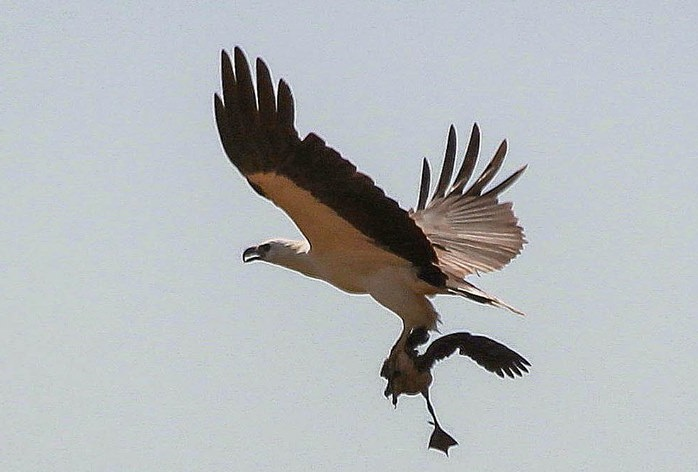
Rybożer białobrzuchy z upolowaną drzewicą

Rybożer białobrzuchy zamieszkuje przybrzeżne morza i wyspy, wybrzeża, ujścia rzek i podmokłe tereny lądowe takie jak znajdujące się w pobliżu wody zalesione i otwarte siedliska, w tym nizinne lasy deszczowe. Na Celebesie spotykany w lesie monsunowym na wysokości 1500 m n.p.m. lub 1700 m n.p.m., ale spotykany głównie poniżej 900 m n.p.m. Gniazduje w lesie i na obszarach skalistych.
Dorosłe osobniki podczas lęgów i wychowu młodych osiadłe, osobniki młodociane dyspersyjne, z najdłuższym zarejestrowanym przelotem wynoszącym 3000 km od południowych do północnych obszarów Australii. Niektóre ruchy wymuszone, gdy wysychają wody śródlądowe. W Indiach lub na Celebesie czasami przemieszcza się w wzdłuż dużych rzek, oddalając się znacznie w głąb lądu.
W skład pokarmu rybożera białobrzuchego wchodzą ssaki, ptaki, gady, ryby, skorupiaki i padlina (obserwowano 45 ptaków na wysypiskach śmieci). Poluje na króliki, walabie, rudawki, ptactwo wodne i morskie do wielkości mewy, kormorana i głuptaka, trawi również kolczaste i trujące ryby oraz węże morskie. Pokarm ćwiartuje 10–20 m nad ziemią, na wysoko rosnących drzewach, które służą mu jako punkty obserwacyjne, czasami prowadząc obserwację w parach. Zdobycz atakuje lotem nurkowym, porywając zdobycz z ziemi lub z powierzchni wody (czasami zanurzając się w całości). Nęka ptaki wodne aż do ich wyczerpania, porywa rudawki z ich miejsc odpoczynku na drzewach, okrada inne drapieżniki z ich łupu, w tym ptaki morskie i drapieżne, takie jak rybołów zwyczajny (Pandion haliaetus) i osobniki własnego gatunku, a także obserwowany wśród żerujących delfinów.

### Lęgi

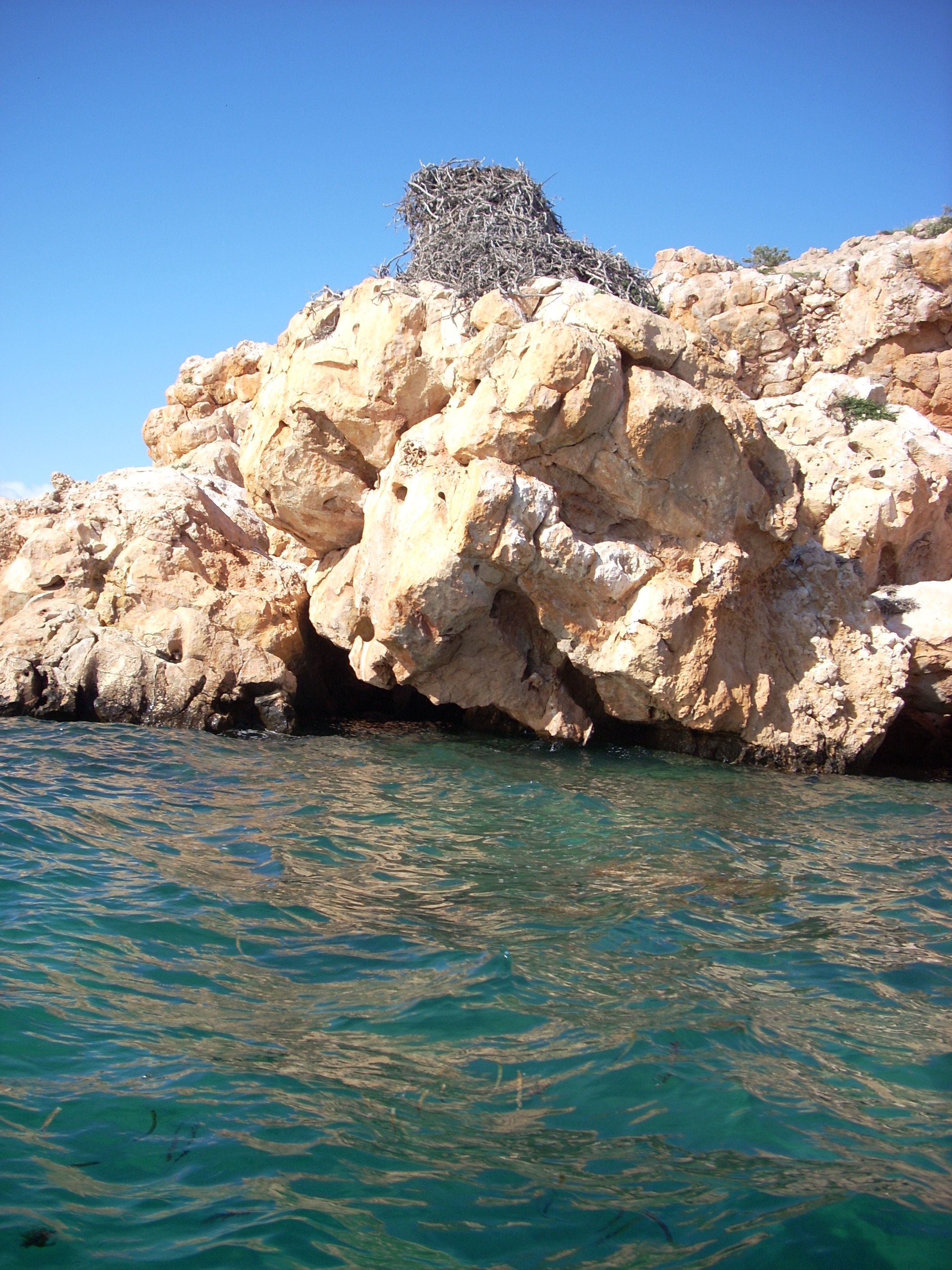
Gniazdo rybożera białobrzuchego, Hamelin Island, Shark Bay, Australia Zachodnia

Sezon lęgowy w Australii przypada na okres od maja do września (od maja do sierpnia na północy, od czerwca do września na południu, gdzie wyjątkowo przeciągnąć się może do grudnia). W Azji i tropikach lęgi odbywają się podczas pory suchej (od października do marca w Indiach, od grudnia do maja w Azji Południowo-Wschodniej i na Filipinach, od maja do listopada na Nowej Gwinei). Pary gniazdują głównie samotnie, ale czasami na małych wyspach spotyka się od 2 do 4 par gniazdujących razem. Na wyspie Netrani w stanie Karnataka w południowych Indiach zarejestrowano 18 używanych i 7 nieużywanych gniazd skupionych na obszarze 4,2 km². Pary zostają ze sobą na całe życie. Gniazdo zbudowane z patyków i gałązek, szerokie na 120–170 cm (wyjątkowo do 300 cm) i głębokie na 50–180 cm, wypełnione jest liśćmi, trawami oraz wodorostami. Na przybrzeżnych wyspach gniazdo znajduje się na ziemi lub na klifie (do 70 m nad ziemią), w innych miejscach od 3 do 50 m nad ziemią na drzewach, w tym namorzynach. Samica składa zazwyczaj 2 jaja (1–3), okres inkubacji wynosi średnio 35–42 dni. Pisklęta po wykluciu pokryte są białym puchem, okres pierzenia wynosi 65–70 dni, ale młode pozostają z dorosłymi przez kolejnych od 3 do 6 miesięcy. W południowej Australii sukces lęgowy wynosi: 1,3 młodych na gniazdo, 1,1 młodych na używane gniazdo, 0,8 młodych na terenie zajmowanym przez rok; w 34% gniazd udało odchować się 2 pisklęta, w 66% tylko 1.

## Status i ochrona
W Czerwonej księdze gatunków zagrożonych Międzynarodowej Unii Ochrony Przyrody został zaliczony do kategorii LC (ang. Least Concern, najmniejszej troski). W 2020 roku wielkość populacji szacowano na 2600 – 41 000 dorosłych osobników. Ogólnie ptak występujący powszechnie, choć w niektórych regionach południowej Australii notuje się spadki populacji wskutek niszczenia siedlisk lub zakłócenia ich miejsc gniazdowania; zanotowano również spadek w Tajlandii i silne spadki w Indiach. Grubość skorupy jaj w Australii znacznie zredukowana przez zastosowanie DDT (choć środek ten nie jest już wykorzystywany).